# 이수진 (법조인 출신 정치인)
이수진(李秀眞, 1969년 11월 3일~)은 대한민국의 법관 출신 정치인으로, 제21대 국회의원을 지냈다.
2020년 4월 치러진 제21대 국회의원 선거에서 서울특별시 동작구 을에 출마, 당선되었다.

## 생애

### 출생과 성장
이수진은 1969년 충청남도 논산에서 출생하여 전주성심여자고등학교를 졸업하고 서울대학교 경제학과에서 수학하였다. 1998년 40회 사법시험에 합격하였고, 2002년 판사로 임용되었다.

### 판사 생활
2009년 '조두순 사건'을 맡아 피해자에게 국가가 1,300만원 배상금을 지불하도록 판결하였다. 2011년 국제인권법연구회 설립하였으며, 2014년 법관인사제도모임 <인사모>에 참여하여 활동하였다. 2015년부터 대법원 재판연구관으로 근무하였으며, 2018년에는 강제징용 판결 고의 지연하였다고 양승태의 사법 농단 의혹을 제보하였다. 2019년부터 수원지방법원 부장판사로 근무하였다.

### 정치 입문
2020년 21대 총선을 앞두고 더불어민주당에 영입되어 동작구 을 선거구에서 미래통합당 현역 나경원을 꺾고 21대 국회의원에 당선되었다. 21대 총선 과정에서 언론은 이수진과 나경원이 둘다 여성이자 법관 출신 정치인이라는 점을 부각시키기도 하였다.
그러나 2024년 22대 총선을 앞두고 더불어민주당으로부터 컷오프 통보를 받았고, 이에 반발하여 더불어민주당을 탈당한 후 불출마했다.

## 경력
- 1998: 제40회 사법시험 합격
- 2002.02: 제31기 사법연수원 수료
- 2009.02~2011.02: 서울중앙지방법원 판사
- 2011.02~2014.02: 서울남부지방법원 판사
- 2015.02~2017.02: 대법원 재판연구관
- 2017.02~2019.02: 대전지방법원 부장판사
- 2019.02~2020.01: 수원지방법원 부장판사
- 2020.09~2021.06: 더불어민주당 젠더폭력신고상담센터 센터장
- 2021.04~2022.03: 더불어민주당 원내부대표
- 2021.06~2022.10: 민주연구원 부원장
- 2021.06~2022.09: 더불어민주당 인권위원회 위원장
- 2022.10~: 더불어민주당 정책위원회 상임부의장
- 2022.10~: 더불어민주당 서울특별시당 여성위원회 위원장

### 의정 활동
- 2020년 5월 30일~2024년 5월 29일: 제21대 국회의원(서울 동작구 을, 더불어민주당)
  - 2020년 6월~2021년 5월 : 제21대 국회 전반기 산업통상자원중소벤처기업위원회 위원
  - 2020년 6월~2021년 8월: 제21대 국회 전반기 여성가족위원회 위원
  - 2021년 4월~2022년 4월: 제21대 국회 전반기 국회운영위원회 위원
  - 2021년 5월~2021년 8월: 제21대 국회 전반기 법제사법위원회 위원
  - 2021년 8월~2021년 8월: 제21대 국회 전반기 문화체육관광위원회 위원
  - 2021년 8월~2022년 5월: 제21대 국회 전반기 법제사법위원회 위원
  - 2021년 9월~2021년 9월: 제21대 국회 대법관(오경미) 임명동의에 관한 인사청문특별위원회 위원
  - 2022년 7월~: 제21대 국회 후반기 기획재정위원회 위원
  - 2022년 7월~2023년 5월: 제21대 국회 후반기 예산결산특별위원회 위원
  - 2022년 12월~: 제21대 국회 윤리특별위원회 위원
  - 2023년 2월~: 제21대 국회 기후위기 특별위원회 위원
  - 2023년 8월~2023년 10월: 제21대 국회 대법원장(이균용) 임명동의에 관한 인사청문 특별위원회 위원

## 역대 선거 결과
| 실시년도 | 선거  | 대수 | 직책     | 선거구         | 정당         | 득표수   | 득표율         | 순위 | 당락 | 비고 |
| -------- | ----- | ---- | -------- | -------------- | ------------ | -------- | -------------- | ---- | ---- | ---- |
| 2020년   | 총선  | 21대 | 국회의원 | 서울 동작구 을 | 더불어민주당 | 61,407표 | \| \| 52.2% \| | 1위  |      | 초선 |
|          | 52.2% |      |          |                |              |          |                |      |      |      |

## 같이 보기
- 동작구 을
- 서울 동작구의 국회의원